# Palermo (Montevidéu)
Palermo é um bairro localizado em Montevidéu, capital do Uruguai.

## Localização
Palermo compartilha suas fronteiras com o Barrio Sur ao oeste, Cordón ao norte e Parque Rodó ao leste. Enquanto que ao sul faz fronteira com o litoral e a avenida Rambla República de Argentina.

## Marcos históricos
O bairro é o lar da Escola de Artes e Ofícios de Montevidéu, da Associação Latino-Americana de Integração e o Edificio Mercosur, sede do parlamento dos países membros do Mercosul.

## Igrejas e santuários
- Igreja e Convento de San Antonio y Santa Clara
- Igreja paroquial Nuestra Señora del Huerto y San José